# Francesco Dragosei
Francesco Dragosei (Roma, 14 aprile 1942 – Roma, 25 marzo 2006) è stato un anglista, scrittore e disegnatore italiano.

## Biografia
Figlio del giornalista, scrittore e critico cinematografico Italo Dragosei, e allievo di Giorgio Melchiori, con il quale si laureò discutendo una tesi sullo scrittore naturalista William Henry Hudson, Francesco Dragosei è stato una figura di intellettuale molto particolare nella cultura italiana della seconda metà del Novecento. Professore liceale di Lingua e Letteratura inglese, ha coltivato nella sua vita interessi, passioni e specializzazioni molto diverse fra loro, ma tutte legate dal gusto della ricerca originale e creativa: dall'insegnamento all'alpinismo, dalla letteratura alle arti figurative. Come anglista, oltre a collaborare nelle pagine culturali di quotidiani e riviste specializzate (La Repubblica, L'Unità, il manifesto, Nuovi Argomenti, Reset, Belfagor, Acoma) ha pubblicato, in lingua inglese, Contemporary British Poetry, un'antologia di poesia inglese contemporanea, la cui peculiarità consiste nei continui raffronti fra linguaggio letterario e linguaggio visivo, attraverso puntuali analisi parallele di opere poetiche e figurative.
Nel 1999 pubblicò una singolare guida di montagna, Dolomiti Itinerari scelti di croda. Il settimanale Diario, per il quale Dragosei scriveva recensioni e articoli letterari, gli affidò il compito di illustrarli con i suoi schizzi ironici e graffianti.
Ma ciò che ha lasciato più di una traccia nel panorama della cultura italiana è stata la sua attività di studioso delle idee e del costume, appassionato di letteratura, ma attento alle mutevoli forme del fumetto, dei videoclip, delle arti visive. In Letteratura e merci Feltrinelli (1999), ispirato da "un'idea forte e antagonistica di letteratura" (Filippo La Porta, 2007) viene analizzato, in modo spesso impietoso, tutto un filone della narrativa italiana e americana degli ultimi anni per mettere in evidenza come, per un eccesso di mimesi, molti scrittori contemporanei non riescano a trovare un linguaggio che non sia quello freddo, apparentemente seducente, delle merci, tipico dell'era consumistico-televisiva. Un linguaggio senza emotività, senza vero dolore, senza conflitti. E non riescano dunque a produrre quella "tensione utopica" che, secondo Dragosei, è peculiare della "grande letteratura", la quale non arretra di fronte al dolore, alla morte, all'ambivalenza delle pulsioni, alla problematica del bene e del male.
Nello Squalo e il grattacielo. Miti e fantasmi dell'immaginario americano (2002) Dragosei, mettendo a frutto una conoscenza profonda della cultura americana, nei suoi vari aspetti, e utilizzando una ricca documentazione iconico-letteraria, ricostruisce quelli che per lui sono alcuni degli elementi di fondo della "psiche americana", spesso dualistica e manichea, fortemente autoreferenziale, che dalla nascita degli Stati Uniti ad opera dei fondatori bianchi, anglosassoni e puritani, s'è fatta sempre orizzonte egemone, capace di assimilazione delle altre etnie che progressivamente sono entrate a far parte di quella storia. "Il lavoro di Dragosei - scrive Fulvio Carmagnola, docente di Educazione estetica - accosta, accumula oggetti, luoghi, immagini e eventi di differente natura che esemplificano le nostre nozioni comuni in proposito e mostra, nell'analisi accurata della cultura americana, l'esistenza di un immaginario che agisce principalmente come archivio di simboli, di metafore e di icone" (La triste scienza, Meltemi 2002)
Nel giugno del 2008 è uscito postumo Corde gemelle, raccolta di racconti alpinistici, in chiave antieroica e minimalista, curata dal fratello gemello Roberto.
A ottobre 2013 è stato pubblicato da Il cubo "America", romanzo in versi, che vede la luce a sette anni dalla scomparsa dell'autore. 
Vera e propria saga familiare, il libro narra vicende che si svolgono a cavallo fra il XIX e il XX secolo e che riguardano una famiglia contadina inurbata (da Carsoli, paesino abruzzese, a Roma) sullo sfondo della Grande Guerra. "Se il romanzo in versi da noi è un genere coltivato da pochi -scrive Maria Serena Palieri su l'Unità del 25 ottobre 2013- [....]non lo è nella cultura anglosassone: Derk Walcott e Les Murray, per dire, sono solo due grandi epigoni di una lunga tradizione. È da qui, è legittimo pensare, che deve essere nata la vocazione per questa forma di Francesco Dragosei, studioso per anni di letteratura angloamericana".

## Opere principali
- Francesco e Italo Dragosei, "I diritti dell'uomo", Marotta 1969
- Francesco Dragosei, "Contemporary british poetry, patterns from 1950's to the present day", Principato 1989
- Francesco Dragosei, "Il mito dell'innocenza nel nuovo racconto americano", in Belfagor 1989
- Francesco Dragosei, "Michael Longley, La poesia della memoria", in Poesia, 1995
- Francesco Dragosei, "La leggenda del professor Cervale", in Reset, 1995
- Francesco Dragosei, a cura di, "Introduzione alla teoria letteraria" di Terry Eagleton, Editori Riuniti, 1998
- Francesco Dragosei, "Dolomiti Itinerari scelti di croda", Vivalda editori, 1999
- Francesco Dragosei, "Letteratura e merci, da Joyce a Cappuccetto Splatter", Feltrinelli 1999
- Francesco Dragosei, "Lo squalo e il grattacielo. Miti e fantasmi dell'immaginario americano" Il Mulino 2002
- Francesco Dragosei, "The Book as Commodity, The Book as Anti-commodity" in "City Lights" edited by Maria Anita Stefanelli, Mazzone Editore, 2004
- Francesco e Roberto Dragosei, "Corde gemelle", Vivalda 2008
- Francesco Dragosei "Da Ovidio a Spiderman passando per Kafka" in "Letteratura fluida" a cura di Alberto Abruzzese e Giovanni Ragone, (Atti del Convegno di Urbino 15-16 gennaio 2004) Liguori Editore 2009
- Francesco Dragosei, "America", Il cubo (2013)

| Controllo di autorità | VIAF (EN) 254089 · ISNI (EN) 0000 0000 0883 1758 · SBN CFIV105294 · BNF (FR) cb145930961 (data) |